# Oberleitungsbus Ch’ŏngjin
Der Oberleitungsbus Ch’ŏngjin ist ein Oberleitungsbussystem in der nordkoreanischen Stadt Ch’ŏngjin. Zusammen mit der Straßenbahn Ch’ŏngjin ist es das wichtigste Verkehrsmittel der Stadt.

## Geschichte
Das Liniennetz wurde am 20. Oktober 1970 in Betrieb genommen. Die Linien sind bzw. wurden voneinander getrennt. Derzeit werden drei Linien bedient:
- Linie 1: Sanam – Sabong, Umstieg zur Straßenbahn (Namchongjin – Pongchon) möglich
- Linie 2: Namchongjin – Ranam
- Linie 3: Chongjinyok – Chongam

Der Betrieb umfasst täglich lediglich zirka zwei Stunden.

## Fahrzeuge
Neben den O-Bussen der Oberleitungsbuswerke Pjöngjang wie dem Ch’ŏllima-90 kommen bevorzugt Fahrzeuge aus den Buswerken Ch’ŏngjin zum Einsatz. Der Bestand umfasst zirka 100 Fahrzeuge.